# Indywidualne Mistrzostwa Polski w Zapasach 1967

## Mistrzostwa Polski w Zapasach1967

### Mężczyźni
- styl wolny

20. Mistrzostwa Polski – x – x 1967, Piotrków Trybunalski
- styl klasyczny

37. Mistrzostwa Polski – x – x 1967, Jelenia Góra

## Medaliści

### Mężczyźni

#### Styl wolny
| Kategoria:  | Złoto:                                 | Srebro:                                 | Brąz:                                |
| 52 kg       | Władysław Gawryś Skra Warszawa         | Tadeusz Kosiarz Lotnik Wrocław          | Edward Worek Stal Rzeszów            |
| 57 kg       | Zbigniew Żedzicki GKS Dąbrowa Górnicza | Tadeusz Bednarek Drukarz Warszawa       | Lesław Kropp Boruta Zgierz           |
| 63 kg       | Tadeusz Godyń GKS Dąbrowa Górnicza     | Tadeusz Trojanowski Gwardia Warszawa    | Adam Palimąka Gwardia Warszawa       |
| 70 kg       | Jan Żurawski Gwardia Warszawa          | Edmund Kwiatkowski Boruta Zgierz        | Waldemar Dąsal Lotnik Wrocław        |
| 78 kg       | Marek Grob Drukarz Warszawa            | Ksawery Laudy Gwardia Warszawa          | Benedykt Sobota Górnik Wesoła        |
| 87 kg       | Zygmunt Patoleta Gwardia Warszawa      | Bronisław Trzcionkowski Lotnik Wrocław  | Jan Wypiorczyk Budowlani Łódź        |
| 97 kg       | Stanisław Makowiecki Stal Rzeszów      | Czesław Walicht Sulimirczyk Sulmierzyce | Bolesław Sidorowicz Skra Warszawa    |
| ponad 97 kg | Ryszard Długosz Stal Rzeszów           | Jan Dziengo Górnik Wesoła               | Kazimierz Pryczkowski Spójnia Gdańsk |

#### Styl klasyczny
| Kategoria:  | Złoto:                               | Srebro:                              | Brąz:                                      |
| 52 kg       | Stefan Hajduk Gwardia Warszawa       | Jan Michalik Wisłoka Stomil Dębica   | Roman Kochański Spójnia Gdańsk             |
| 57 kg       | Józef Grzyb GKS Dąbrowa Górnicza     | Jerzy Sekuła Siła Mysłowice          | Józef Lipień Karkonosze Jelenia Góra       |
| 63 kg       | Czesław Korzeń Wisłoka Stomil Dębica | Brunon Broja Pogoń Nowy Bytom        | Tadeusz Malinowski Siła Mysłowice          |
| 70 kg       | Kazimierz Macioch Gwardia Warszawa   | Jan Adamaszek Siła Mysłowice         | Jerzy Orlik Pafawag Wrocław                |
| 78 kg       | Marian Czardybon Siła Mysłowice      | Stanisław Antkowiak Unia Swarzędz    | Henryk Krzyżanowski Pafawag Wrocław        |
| 87 kg       | Bolesław Dubicki Legia Warszawa      | Piotr Starzyński Unia Racibórz       | Wacław Orłowski Wisłoka Stomil Dębica      |
| 97 kg       | Czesław Kwieciński Siła Mysłowice    | Włodzimierz Smoliński Legia Warszawa | Andrzej Skrzydlewski Wisłoka Stomil Dębica |
| ponad 97 kg | Lucjan Sosnowski Legia Warszawa      | Edward Wojda Spójnia Gdańsk          | Henryk Bierła GKS Katowice                 |